# Rujevit
Rujevit (tudi Rugievithus, Rugievit, Rudževit, Rugevič) je slovanski sedmeroglavi bog vojne. 
Rujevit je slovanski bog vojne, ki izvira z otoka Rujan, sedaj Rügen, slavili pa so ga polabski in baltski Slovani. Njegovemu svetišču je pripadalo deset odstotkov vojnega plena. Upodobljen je s sedmimi glavami in z meč v roki, za pasom pa ima še sedem mečev.